# Верх-Пайва
Верх-Пайва — село Баевского района Алтайского края. Административный центр и единственный населённый пункт Верх-Пайвинского сельсовета.

## География
Село Верх-Пайва расположено на левом отроге Приобского плато, в пределах Западно—Сибирской равнины. Высота над уровнем моря 186 метров. Горные породы осадочные, недалеко от села расположены глиняные и песчаные карьеры.
Климат умеренно континентальный, годовое количество осадков 500—700 мм, средние температуры июль + 19 С, январь — 19 С.
В селе протекает небольшая река Пайва, на которой построена плотина. Ниже плотины по течению в настоящее время обитают бобры.
Почвы типичные чернозёмы, серые лесные под берёзовыми колками, имеются острова солончаков.
Растительность представлена Берёзово-осиными колками и луговым разнотравьем.

## Население
| 1926  | 1997  | 1998  | 1999  | 2000  | 2001  |
| ----- | ----- | ----- | ----- | ----- | ----- |
| 2583  | ↘1244 | ↘1240 | ↘1214 | ↗1229 | ↘1214 |
| 2002  | 2003  | 2004  | 2005  | 2006  | 2007  |
| ↘1192 | ↘1185 | ↘1150 | ↘1055 | ↘1003 | ↘886  |
| 2008  | 2009  | 2010  | 2011  | 2012  | 2013  |
| ↘863  | ↘811  | ↘768  | ↘762  | ↘732  | ↘684  |
| 2014  | 2015  | 2016  | 2017  | 2018  | 2019  |
| ↘661  | ↘645  | →645  | ↘640  | ↘627  | ↘612  |
| 2020  | 2021  |       |       |       |       |
| ↘562  | ↘531  |       |       |       |       |

В настоящее время численность сокращается, продолжается отток населения в связи с отсутствием работы.
По возрастным группам население выглядит в следующем виде 50 % пенсионеры, 15 % дети и остальные 35 % люди в трудоспособном возрасте.
Национальный состав
В селе проживают русские, украинцы, немцы.

## Инфраструктура
В настоящее время имеется отделение почты, ФАП, средняя школа ДК, библиотека, аптека. В селе работают 1 магазин.  Сельское хозяйство представлено, фермерским хозяйством: ИП Шартон. Население занимается подсобным хозяйством.
В селе находится местная школа, рассчитанная на 300 мест. Кроме того, ранее здесь существовал клуб, который впоследствии был разрушен.

## Экономика
Несколько лет назад в Верх-Пайве был большой колхоз, который был признан банкротом. Большинство жителей села считает, что было большой ошибкой закрывать колхоз, именно это и привело к резкому росту уровня безработицы, как следствие падение уровня жизни и оттоку населения. Разрушение села многие считают можно было не допустить, если грамотно работать на земле.

## Достопримечательности
- Курганный могильник позднего железного века, датируемый VIII—X вв. н. э. Исследовался в 1976—1977 гг. Н. Д. Брусником.[13]